# Pfarrkirche Enzersdorf im Thale

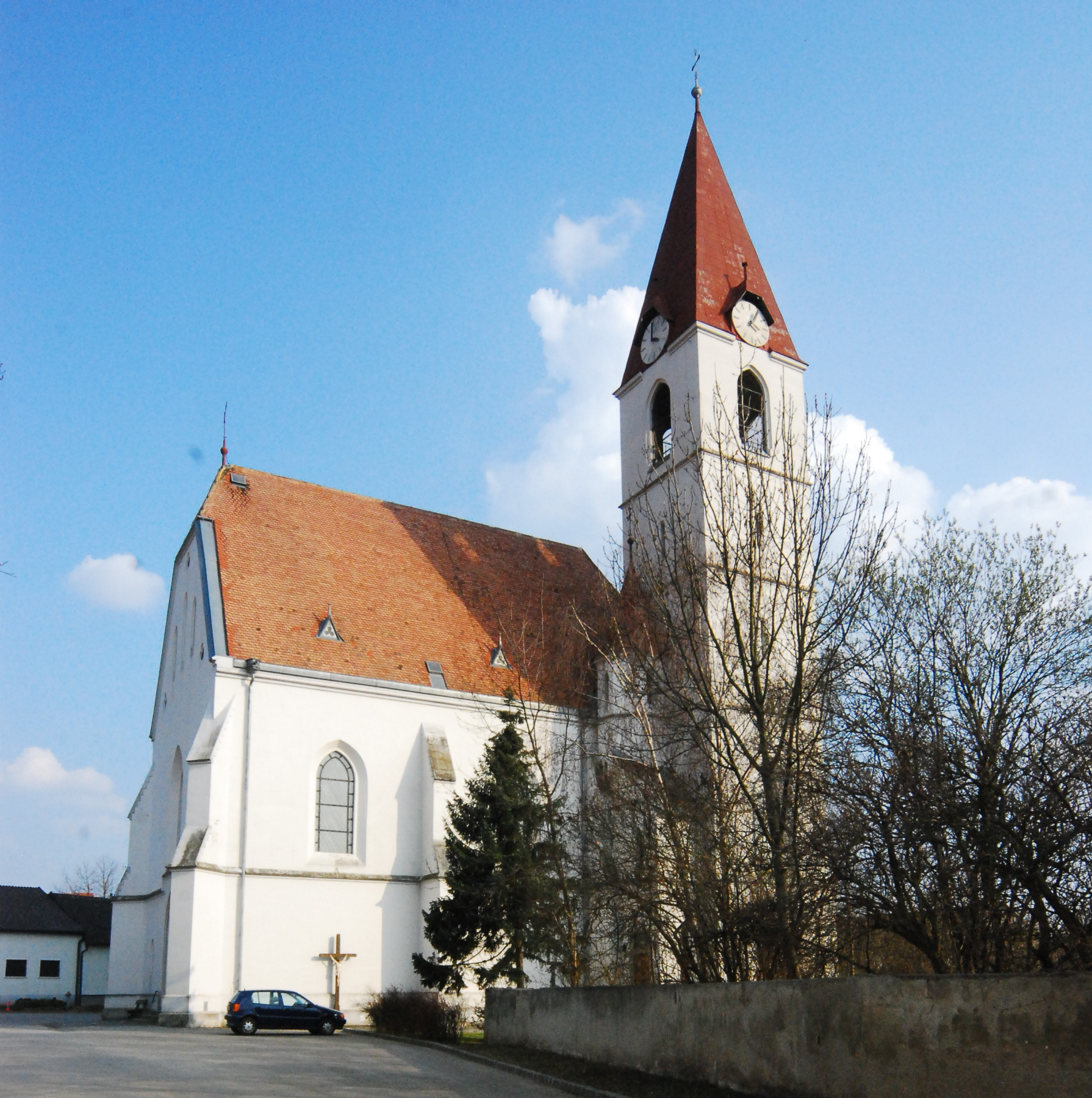
Pfarrkirche Enzersdorf im Thale, Ansicht von Nordwest

Die Pfarrkirche Enzersdorf im Thale ist eine nach Süden ausgerichtete römisch-katholische Kirche in Enzersdorf im Thale, einer Ortschaft in der Stadtgemeinde Hollabrunn (Niederösterreich). Der neugotische Bau mit Westturm steht östlich des Ortszentrums und ist dem heiligen Markus geweiht.
Die Kirche gehört zum Dekanat Hollabrunn im Vikariat Unter dem Manhartsberg und steht unter Denkmalschutz.

## Geschichte
Über die frühe Geschichte von Enzersdorf ist wenig bekannt, weil alle älteren Aufzeichnungen durch Brände im Enzersdorfer Schloss während der beiden Türkeninvasionen von 1529 und 1683 und durch einen Großbrand im Jahre 1569 vernichtet wurden. Es dürfte seit dem 14. Jahrhundert eine vermutlich aus Holz gebaute Kirche in Enzersdorf gegeben haben, die während der Türkenbelagerung im Jahre 1529 abgebrannt sein dürfte. Für diese Vermutung spricht, dass in den 30er Jahren des 16. Jahrhunderts der Neubau einer Kirche erfolgte, die vermutlich 1535 fertiggestellt war, weil der erhaltene Taufstein ein Wappen mit dieser Jahreszahl trägt.
Die Kirche gehörte bis zur Pfarrgründung zur Pfarre Eggendorf im Thale und ihre Geschichte entspricht weitgehend jener der dortigen Kirche. Im Jahre 1783 wurde die Pfarre Enzersdorf gegründet und wie auch die Pfarre Eggendorf dem Schottenstift inkorporiert.
Die heutige Kirche wurde in den Jahren 1895 bis 1897 von Josef Schmalzhofer erbaut.

## Baubeschreibung

### Außen
Am Langhaus mit hohem Satteldach sowie am etwas niedrigeren, eingezogenen Chor mit Fünfachtelschluss befinden sich abgetreppte Strebepfeiler sowie ein umlaufendes Kordongesims und Spitzbogenfenster. An der Nordseite ist die Front von einem mit Abt Ernestus Hauswirth 1897 bezeichneten Flachbogenportal in spitzbogiger Rahmung mit Wappen und Stiftungsinschrift durchbrochen. Der fünfgeschoßige Südwestturm mit Treppentürmchen erhebt sich in der Chorecke. Er hat in den beiden Untergeschoßen und im Glockengeschoß Spitzbogenfenster, darüber Schlitzfenster und einen Pyramidenhelm.

### Innen

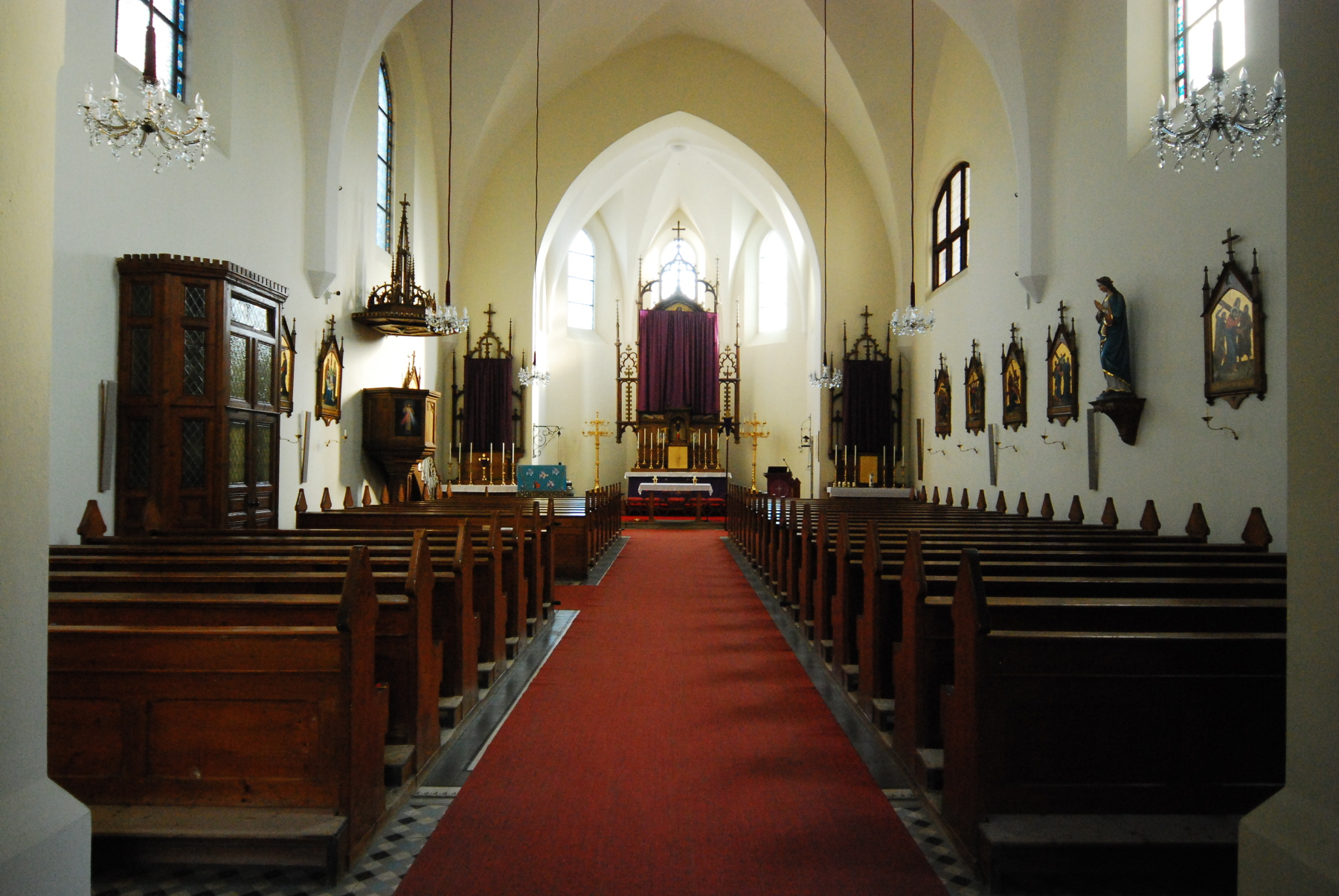
Einblick nach Süden

Das Langhaus ist ein hoher Saalraum mit neugotischen Netzgratgewölben auf Konsolen. Ein Flachbogen öffnet die dreiteilige Orgelempore zum Kirchenraum. Den Übergang vom Langhaus zum Chor bildet ein spitzbogiger Triumphbogen zum Chor, der von einem Faltgewölbe abgeschlossen wird.

## Ausstattung
Die neugotische Einrichtung stammt zum größten Teil aus der Bauzeit der Kirche.
Der Hochaltar und die beiden Seitenaltäre haben Maßwerkrahmen und sind in der gleichen Art gefertigt. Das Altarblatt des Hochaltares, der von zwei Messingkandelabern flankiert wird, zeigt den Kirchenpatron, auf den Altarblättern der Seitenaltäre sind links der heilige Josef und rechts die Maria Immaculata dargestellt.
Das Renaissance-Taufbecken zeigt das Wappen der Enzersdorfer Herrschaft und ist mit „1535“ bezeichnet. Die neugotische Kanzel ist in der gleichen Art gefertigt wie die Altäre.
An der Nordwand unter der Empore befindet sich das Grabdenkmal von Barbara Enzersdorf († 1570) und ein Marmorrelief mit seitlichen Halbsäulen und Obelisken. Es stellt den Sieg des Auferstandenen über Tod und Teufel dar und stammt aus der protestantischen Epoche der Pfarre. Zur weiteren Ausstattung gehören zwei Terrakottaplatten mit Wappenreliefs aus der zweiten Hälfte des 16. Jahrhunderts und zwei Wappengrabsteine der Barbara Herberstein († 1596) und der Maximiliana Ederin, geborene Gräfin Sinzendorf († 1759).

### Orgel
Die Orgel mit 11 Registern wurde im Jahre 1899 von Franz Strommer gebaut, nachdem die von Benedikt Latzl 1862 gebaute Vorgänger-Orgel, die sich für die neue Pfarrkirche in Enzersdorf im Thale als zu klein erwiesen hat, in die benachbarte Pfarre nach Eggendorf im Thale transferiert wurde.